# Tyska korset

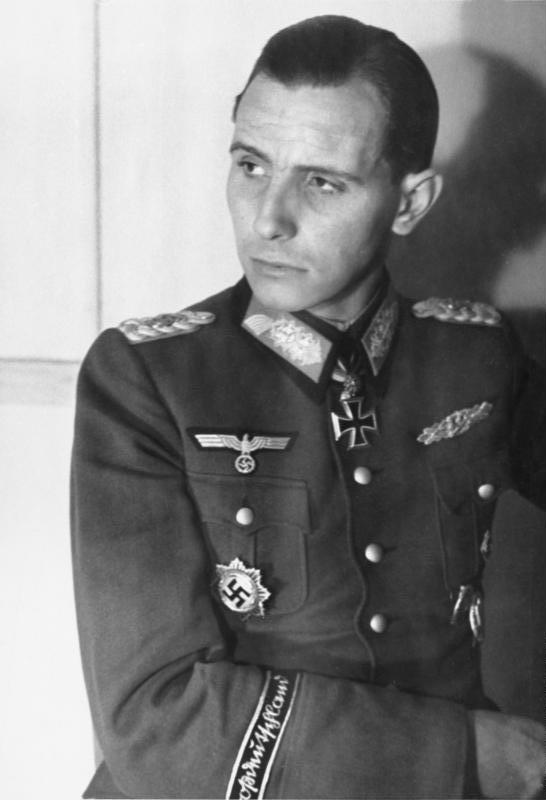
Otto Ernst Remer med bland annat Tyska korset i guld.

Tyska korset (tyska: Deutsches Kreuz) i guld var ett nazityskt utmärkelsetecken för tapperhet, instiftat 28 september 1941.

## Tyska korset i guld
Tyska korset i guld förlänades för "flera gånger visad utomordentlig tapperhet eller flera gånger visad utomordentlig förtjänst vid truppföring". Det tyska korset infördes då många soldater redan hade dekorerats med Järnkorset i två grader, men ännu inte hade gjort sig förtjänta av Riddarkorset av Järnkorset. För att tilldelas tyska korset i guld krävdes att den belönade redan innehade Järnkorset av första och andra klassen. Tyska korset i guld gavs som belöning för flerfalt bevisad utomordentlig tapperhet eller flerfalt framstående förtjänster i truppföring. Tyska korset i guld utdelades cirka 28 000 gånger.

## Tyska korset i silver
Tyska korset i silver förlänades som belöning för krigsförtjänster, som inte innefattade strid, till den som redan belönats med Krigsförtjänstkorset med svärd av första och andra klassen. Tyska korset i silver utdelades cirka 2 000 gånger. 

## Tyska korset i guld med diamanter
År 1942 godkände Adolf Hitler tillverkningen av Tyska korset i guld med diamanter. Tjugo exemplar gjordes av juvelerarfirman Rath i München, men inget av dessa kom att delas ut.

## 1957 års versioner
År 1957 ersattes dessa nazianstuckna utmärkelser – precis som var fallet med de järnkors som hade försetts med hakkors – med mer "rumsrena" kors. Vanligtvis ersattes det tyska korset i guld med ett järnkors med trebladiga ekblad. På silvervarianten ersattes hakkorset med Krigsförtjänstkorset.

## Bärande
Under andra världskriget bars inga släpspännen för Tyska korset, utan utmärkelsetecknet bars på högra bröstet, även till fältuniform och i strid. Det fanns därför en tygversion vilken kunde användas av flygare och pansarsoldater. Efter kriget bars Tyska korset vanligen i form av ett svart släpspänne med en miniatyr av den "rumsrena" dekorationen. 

## Övrigt
En svensk har tilldelats utmärkelsen i guld, den estlandssvenska Oberscharführern Sven-Erik Olsson som personligen tilldelades utmärkelsen av chefen för 10. SS-Panzer-Division ”Frundsberg”, Brigadeführer Heinz Harmel strax innan krigets slut, 20 april 1945.